# Albula forsteri
Albula forsteri är en fiskart som beskrevs av Valenciennes, 1847. Albula forsteri ingår i släktet Albula och familjen Albulidae. Inga underarter finns listade i Catalogue of Life.